# ABM (azienda)
ABM Diffusion, o semplicemente ABM, è un'azienda italiana specializzata nell'abbigliamento sportivo fondata nel 1981 a Fontevivo, in provincia di Parma.

## Sponsorizzazioni
La ABM è nota per essere stata, soprattutto intorno agli anni novanta, sponsor tecnico di diverse squadre di calcio, sia italiane che estere, comprese alcune compagini nazionali. Negli ultimi anni, pur essendo quasi sparita dai palcoscenici di vertice, continua ad essere al fianco di squadre minori, società dilettantistiche e settori giovanili, per lo più sparsi tra Emilia-Romagna e Toscana. Inoltre, sino al 2011, ha sponsorizzando la Selezione Italiana Sacerdoti, creata da Don Antonio Mazzi. Al di fuori del calcio, la ABM non ha grande diffusione: fra i pochi esempi degni di nota vi sono la sponsorizzazione della squadra austriaca di hockey in-line IBK Eken (stagione 2012-2013) e la Nazionale di minifootball della Croazia (2017).

### Calcio
LA ABM esordisce nel mondo del calcio nella stagione 1986-1987, sponsorizzando le divisa dell'Udinese e del Venezia. Una lista non esaustiva delle squadre di calcio professionali che hanno scelto la ABM come sponsor tecnico comprendono:
Club italiani
- Barletta (1987-1988)
- Brescia (1994-1997)
- Casertana (1989-1993)
- Catania (1992-1993)
- Cosenza (1989-1992)
- Fiorentina (1988-1991)
- Messina (1988-1989)
- Palermo (1990-1997)
- Pescara (1989-1991)
- Piacenza (1989-1997)
- Ternana (1992-1993)
- Torino (1990-1993)
- Triestina (1988-1995)
- Udinese (1986-1990)
- Venezia (1986-1987)

Club stranieri
- Beveren (2003-2004)
- Cannes (1993-1995)
- CSKA Mosca (1991-1992)
- Heerenveen (1993-1995)
- Lierse (?-1997)
- Lille (1993-1995)
- Nîmes Olympique (1992-1999)
- Pyramids (2017-2018)
- União Leiria (1993-1995)

Nazionali
- Bielorussia (1997)
- Costa d'Avorio (1994)
- Guyana Francese (2014)
- Islanda (1992-1995)
- Sierra leone (1994)